# Ebosia bleekeri
Ebosia bleekeri és una espècie de peix pertanyent a la família dels escorpènids.

## Descripció
- Fa 22 cm de llargària màxima.
- Nombre de vèrtebres: 24.[5][6]

## Hàbitat
És un peix marí, demersal i de clima tropical que viu entre 110-152 m de fondària.

## Distribució geogràfica
Es troba des del sud del Japó fins a Hong Kong i Indonèsia.

## Observacions
És inofensiu per als humans.